# مسافر (فیلم ۲۰۰۹)
مسافر (انگلیسی: The Traveller) فیلمی است که در سال ۲۰۰۹ منتشر شد. از بازیگران آن می‌توان به عمر شریف، عمرو واکد، و سیرین عبدالنور اشاره کرد.